# Fenomen Nikolskog
Fenomen Nikolskog je dermatološki medicinski znak. Fenomen je nazvan prema ruskom dermatologu Pjtoru Nikolskom.
Razlikujemo fenomen Nikolskog I i fenomen Nikolskog II:
- Fenomen Nikolskog I je pozitivan ako nakon mehaničkog pritiska na prividno zdravu kožu, dolazi da ljuštenja vanjski slojeva kože.
- Fenomen Nikolskog II je pozitivan ako nakon pritiska na kožnu promjenu (npr. bula) dolazi do povećanja kožne promjene.

Pozitivni fenomeni Nikolskoga mogu biti prisutni u određenim bolestima koje zahvaćaju kožu, kao što su npr.:
- pemfigus vulgaris
- bulozna epidermoliza,
- bulozni pemfigoid
- toksična epidermalna nekroliza (Lyellov sindrom)